# Paarbecken

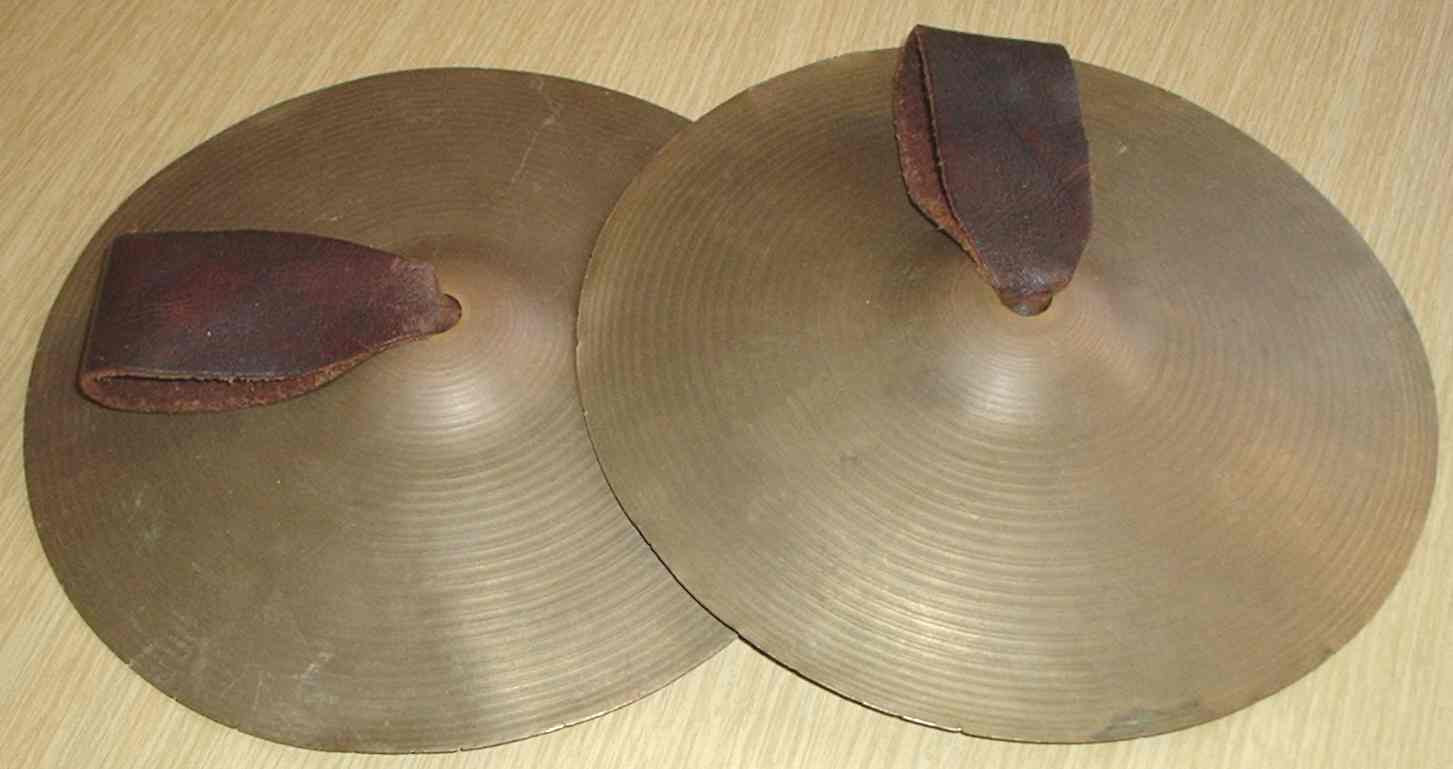
Paarbecken

Paarbecken oder Handzimbeln, in der österreichischen und süddeutschen Umgangssprache auch Tschinellen, sind zwei gegeneinander zu schlagende Becken, die zu den Gegenschlagidiophonen gehören. Sie bestehen meist aus Messing oder Bronze und sind in der klassischen Musik und weltweit in der Volksmusik häufig eingesetzte Instrumente. Das Beckenpaar kam im 18. Jahrhundert aus der Janitscharenmusik nach Westeuropa und bürgerte sich in der Militärmusik und im Symphonieorchester ein.
Nach der Art ihrer Herstellung werden sie als ausgebogene Gefäßklappern bezeichnet. Die üblichen großen Paarbecken schlägt man mit beiden Händen gegeneinander, sehr kleine Paarbecken können mit Schlaufen an zwei Fingern befestigt mit einer Hand gespielt werden. Sie werden abgrenzend Fingerzimbeln genannt. Zum Begriff Zimbel siehe dort.

## Bezeichnungen

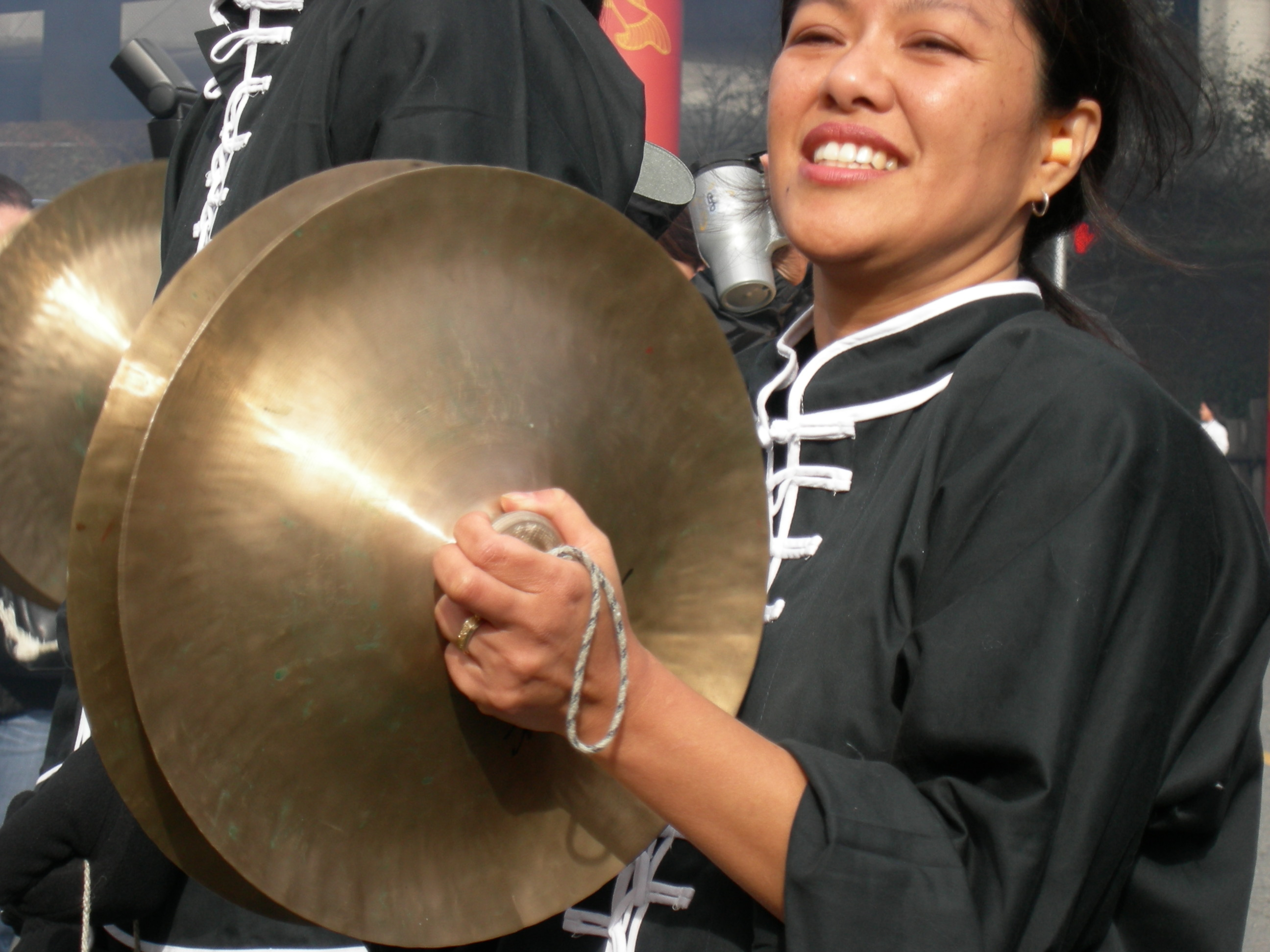
Senkrecht gespielt: Chinesische Paarbecken mit gewölbten Rändern

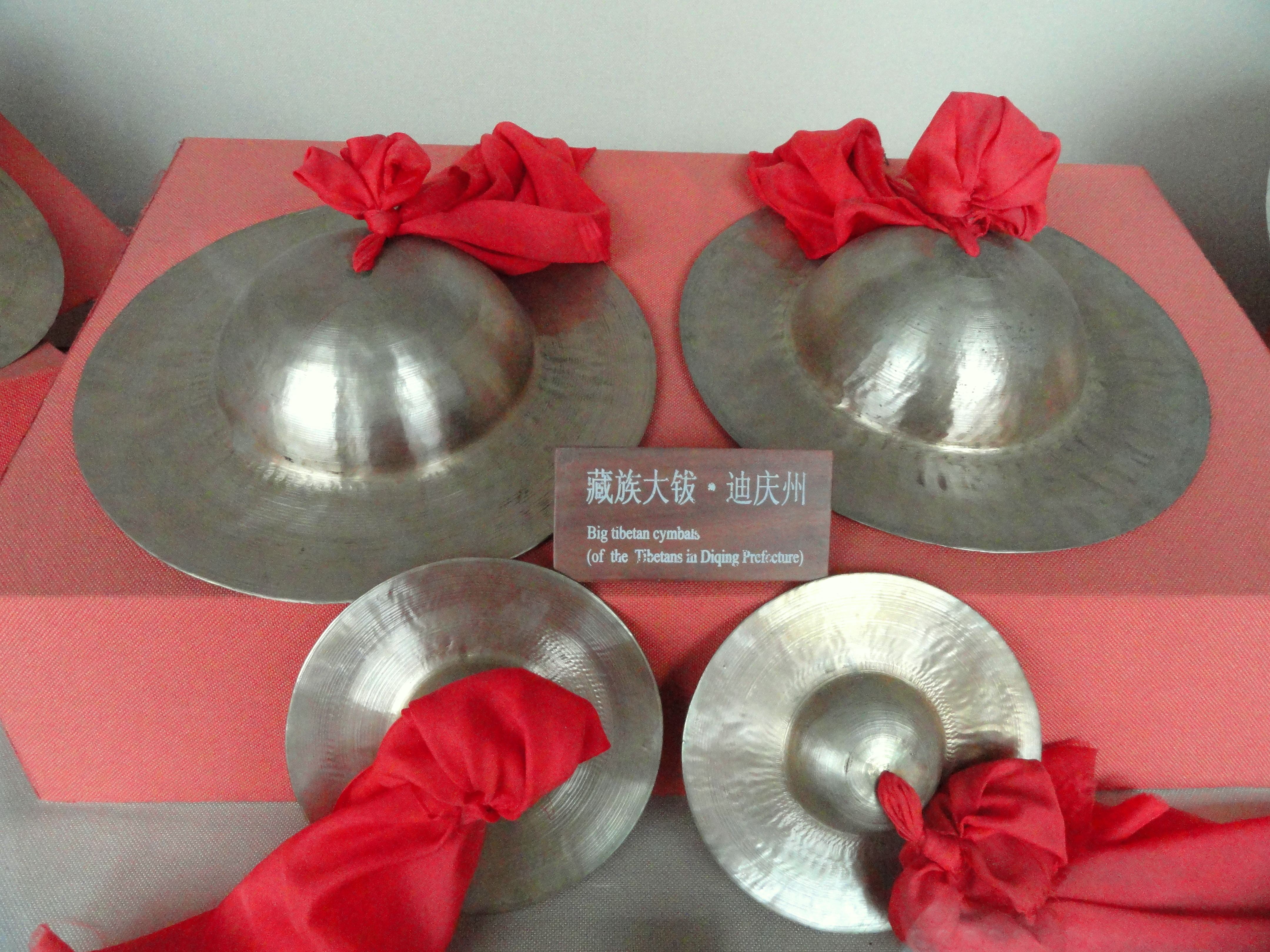
Waagrecht gespielt in der tibetischen Ritualmusik: Zwei stark gebuckelte rol-mo

- Deutsch: Paarbecken / Beckenpaar / Tschinellen / Teller / Handzimbel, gelegentlich verallgemeinernd Becken. Die Bezeichnung Tschinellen oder Cinellen (von ital. cinello, Plural cinelli, „kleine Becken“) ist vor allem in Österreich und in der Schweiz verbreitet.
- Englisch: Pair of Cymbals / Handcymbals / Clash-Cymbals
- Italienisch: Piatti / Piatti a due / Cinelli
- Französisch: Cymbales à 2 / Cymbales frappées[2][3]

## Spieltechniken
Für Einzelschläge werden die Becken (in jeder Hand eines) gegeneinander geschlagen. Dabei sollte beachtet werden, dass sich die Becken nur kurz berühren. Es sollte keine Kompression der Luft zwischen den Becken stattfinden, weshalb man sie meist etwas zueinander versetzt hält. Findet doch eine Kompression statt, tönt der Klang dumpf und ohne Nachhall. Je nach Lautstärke schlägt man mit einem Becken und hält die andere Hand ruhig oder schlägt mit beiden (nur für wirklich laute Schläge). Das Schlagbecken ist meist mit einem B gekennzeichnet, das andere mit einem A.
Für leise Schläge gibt es verschiedene Möglichkeiten: Einerseits kann man einfach einen möglichst leisen Schlag wie oben beschrieben ausführen. Eine andere Möglichkeit ist, die Becken langsam zusammenzuführen und etwas locker gegeneinander zu halten. So entsteht ein „Sizzeln“. Diese Spielweise kann man auch im Forte anwenden, um einen möglichst breiten Schlag zu erzielen. So kann man allerdings nur einzelne Schläge ausführen, keine schnellen Repetitionen. Die wohl einfachste Art, ein Piano zu spielen, ist, nur die oberen Kanten gegeneinander zu schlagen. Da dabei aber nur ein Teil des Beckens in Schwingung versetzt wird, unterscheidet sich der Klang sehr. Gute Musiker vermeiden diese Spielweise.
Nach dem Schlag kann man die Becken ausklingen lassen. Je nach Schule drehen einige Musiker die Becken mit der Innenseite, andere mit dem Rand zum Publikum. Zum Dämpfen drückt man die Becken gegen die Brust.

## Verwendung

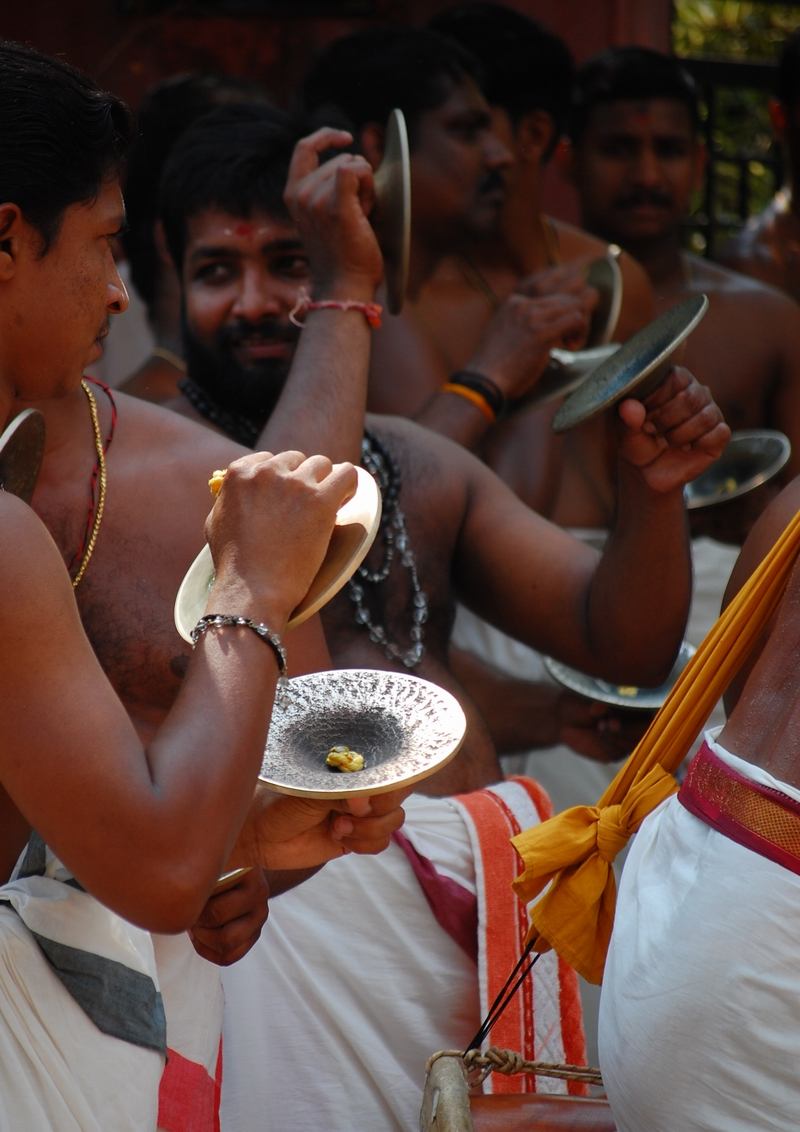
Elathalam in der Tempelmusik des südindischen Bundesstaates Kerala.

In Märschen laufen die Becken meist synchron zur Großen Trommel als Puls bzw. als Markierung der Taktschwerpunkte mit. In Oper und Sinfonik dient das Beckenpaar jedoch seltener (wie z. B. in Haydns Militärsinfonie) zur Betonung von Grundrhythmen, sondern wird vorwiegend in Form einzelner Schläge für glanzvolle Höhepunkte verwendet. Mit ihrer Klangkraft können die Becken das ganze Orchester übertönen. Weil ein Beckenpaar oft zusammen mit der Großen Trommel zum Einsatz kommt, wird etwa bei Giuseppe Verdi cassa sola (nur große Trommel) oder piatti soli (nur Beckenpaar) vorgeschrieben, wenn nicht beides zugleich erklingen soll, ansonsten steht einfach gran cassa oder noch genauer gran cassa e piatti.
Um einen Musiker einzusparen, wurde bei manchen großen Trommeln ein Beckenpaar obenauf montiert, wodurch eine gleichzeitige Bedienung beider Instrumente möglich wird. Die starre Position des unteren Beckens erleichtert das Spiel, vermindert aber die Klangqualität. Dies sei, laut Hector Berlioz, gut genug, um Affen tanzen zu lassen. Gustav Mahler verlangte in seinen Sinfonien ausdrücklich ein auf die große Trommel aufmontiertes Beckenpaar, um einen grotesken, zirkusartigen Klang zu erreichen.
In Werken seit dem 20. Jahrhundert werden auch andere Spielweisen verlangt, wie z. B. die Becken aneinander zu reiben.

## Bauweise
Man unterscheidet heute drei hauptsächliche Typen von verschiedenen Gewichten und Größen:
- Französische Becken (French Cymbals, Medium-Thin) leicht, hell, schnell ausklingend
- Wiener Becken (Viennese Cymbals, Medium) hell, länger anhaltender Klang
- Deutsche Becken (Germanic Cymbals, Heavy), kräftiger, dunkler und lang anhaltender Klang

Von der Größe her werden sie meistens von 18" bis 22" benutzt, Blaskapellen und Marching Bands benutzen aber noch weit kleinere (14" bis 22").

## Halterung
Heute verbreitet sind Lederschlaufen. Während man auf der Marschmusik mit der ganzen Hand durch diese hindurchschlüpft, hält man die Becken im Orchester meist mit Daumen und Zeigefinger. Auf letzterem liegt die Schlaufe auf, die der Daumen einklemmt. Manchmal sieht man auch hölzerne Griffe, die fest anzuschrauben sind. Diese schaden aber dem Becken und dem Klang, denn die meisten Obertöne entstehen in der Kuppe und werden durch einen dort festgeschraubten Holz- oder Plastikgriff gedämpft.